# استان گوموش‌خانه
گوموش‌خانه نام یکی از استان‌های ترکیه است که مرکز آن هم شهر گوموش‌خانه است.
گوموش در ترکی به نقره می‌گویند. ترکیب گوموش با خانه یعنی نقره‌خانه. (مانند گمیش‌تپه در ایران که به معنای نی تپه است.)

## شهرستان‌ها
این استان ۶ شهرستان دارد:
- گوموش‌خانه
- کلکیت
- کوسه
- کورتون
- شیران
- ترول